# Maquis de l'Oisans
Pendant la Seconde Guerre mondiale, le maquis de l'Oisans fut une importante base de la Résistance française, dans l'Oisans, entre la chaîne de Belledonne et Grenoble au nord, les Grandes Rousses et le col de la Croix-de-Fer à l'est, la vallée du Drac à l'ouest et la barre des Écrins et les alpes provençales au sud. Son tracé suivait principalement la vallée de la Romanche, depuis sa naissance jusqu'à sa confluence avec le Drac.

## Situation et importance du maquis

Carte géographique de l'Oisans et du bassin de la Romanche.

La topographie du bassin de la Romanche (affluent de l’Isère) est celle d'une vallée particulièrement encaissée. Située entre Grenoble et l’Italie, elle constitue l’une des rares routes entre la Méditerranée et la Suisse qui permettent de circuler en direction de l’Italie.
Anticipant un débarquement des alliés en Provence, l’armée allemande envisagera de se replier en Italie; il lui fallait donc maintenir ces voies de communication et de transport ouvertes et sous contrôle. De plus, au-delà d'une voie d’accès, il est essentiel pour les Allemands d’assurer l’acheminement des stocks d’aluminium et de magnésium des usines de la Basse Romanche vers l’Allemagne. De fait, l’Oisans et ses routes deviennent, à double titre, stratégiques pour les troupes allemandes dès le début de l'occupation de la Zone Sud.
De plus, « le Secteur 1 » a une position particulière dans la région puisqu'à partir de novembre 1943 la Résistance interne à la ville de Grenoble dépend directement du commandement de l'Oisans. Ce maquis est donc le seul de la région historique du Dauphiné à avoir coordonné à la fois ses activités dans les montagnes (sur des sommets sauvages de plus de 3 000 m d'altitude) et la Résistance citadine de la « capitale des Alpes », en plaine.

## Les débuts

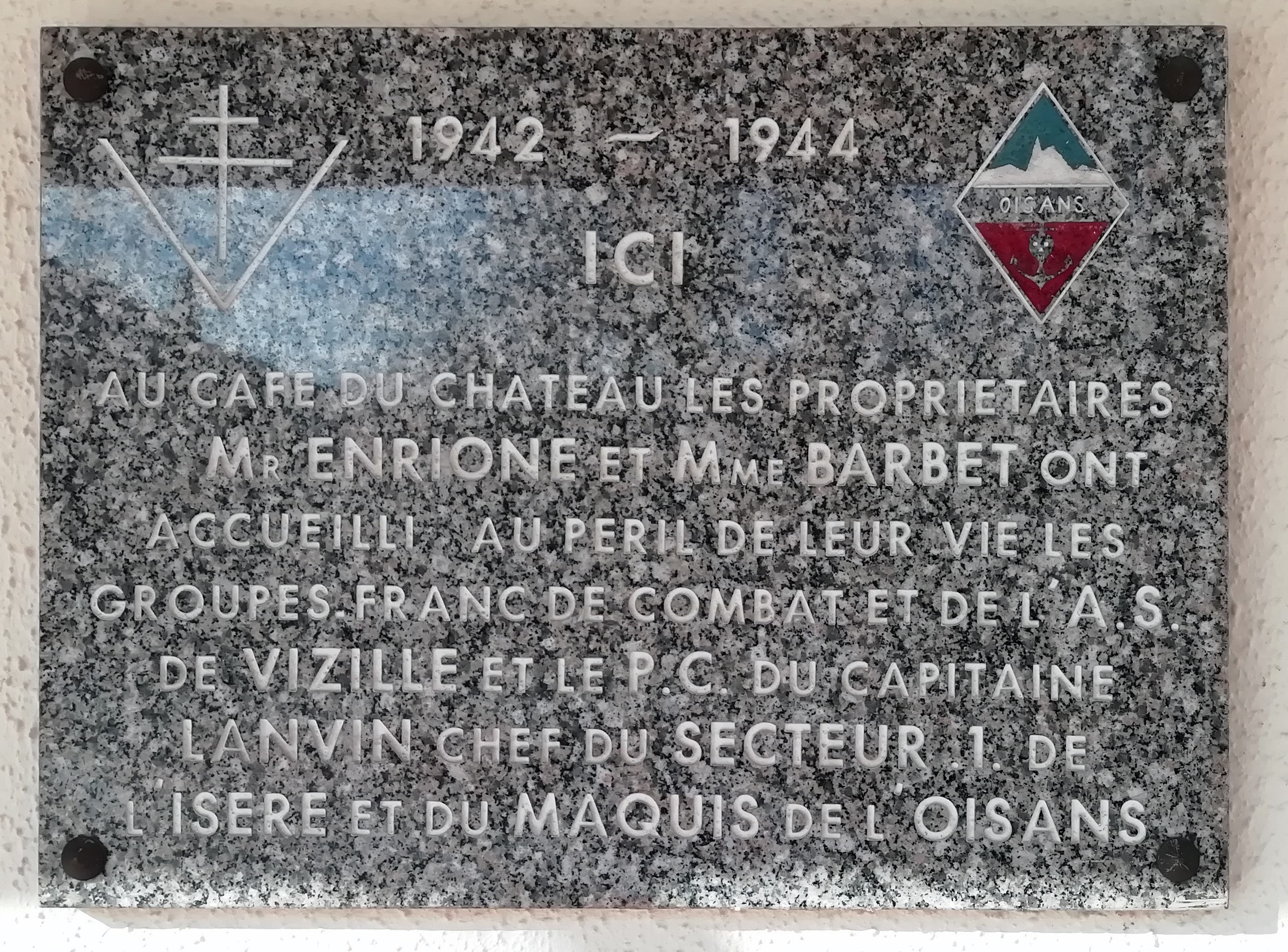
Plaque commémorative à Vizille.

Le 22 juin 1940, le gouvernement français signe l’armistice. À partir de ce moment, certains officiers ou cadres militaires vont continuer le combat en formant des troupes et groupes de résistance.
Ce sera le cas du lieutenant André Lespiau : après avoir été cité à l’ordre du 9e régiment d’artillerie coloniale tractée, pour sa conduite au feu en juin 1940, il rejoint la maison mère des Troupes coloniales à Fréjus, puis s'engage dans l'A.S du Var. Il y est baptisé « Lanvin »,.
Ce nom deviendra célèbre par la suite comme « capitaine » de la troupe d'environ 1 500 hommes du principal maquis de l'Oisans.
À partir de fin novembre 1942, les rangs des maquis gonflent après l’instauration du Service du travail obligatoire (STO) qui pousse de nombreux jeunes à « prendre le maquis » (se cacher « dans la nature ») pour ne pas être obligé de travailler en Allemagne.
Le capitaine André Lespiau est affecté aux Groupements Militaires d’Indigènes Coloniaux Rapatriables (GMICR) à Fréjus.
Avec l'apparition d'importants maquis de Résistance dans les Alpes (Savoie/Haute-Savoie, Isère, Ain, Drôme, Hautes-Alpes, Alpes-de-Haute-Provence), il est ensuite désigné, en février 1943, pour commander la 14e compagnie du 1er sous-groupement du 1er GMICR à Jarrie en Isère – voisine de la 13e compagnie, à Pont-de-Claix.
C'est véritablement à partir de ce moment que les différents maquis alpins prennent « officiellement » forme, sous le commandement du général Delestraint (alias « Vidal ») puis de l'officier Alain Le Ray (FFI). Ainsi, en Oisans, différents groupes s'unissent sous le commandement de Lanvin, pour contrôler cette zone (appelée « Secteur 1 ») allant de la métropole grenobloise aux portes de la Savoie à l'est et jusqu'à Lavaldens au sud. Un autre maquis était responsable du sud de la région de l'Oisans (appelé « Secteur 5 ») et débordant sur le Trièves (Notre-Dame-de-Commiers, Monestier-de-Clermont, La Mure, Valbonnais).

### Organisation
Grâce à un chef lui-même militaire de métier, le maquis de l'Oisans a une organisation quasi-militaire. Les 1 526 hommes et femmes le composant sont divisés en cinq sections « d'action » de 150 hommes chacune ; le reste du groupe étant chargé de divers travaux d'approvisionnement, de renseignement, de surveillance, de maintenance, etc.

## 1943
Le 20 décembre, à la caserne de l’Alma de Grenoble, le capitaine Lespiau (« Lanvin ») reçoit le commandement du « Secteur 1 » de l’Armée secrète des mains mêmes du commandant Sylvain qui dirigeait jusqu'à présent la Résistance grenobloise. Fin novembre 1943, la Gestapo et la Milice avaient porté un coup de grâce à l’organisation grenobloise, en capturant certains chefs.
Trois mois plus tard, André Lespiau est donc porté « déserteur » par des officiers et son père, le capitaine Paul Lespiau (ancien combattant décoré de la Première Guerre mondiale et membre du réseau Turma-Vengeance) est arrêté en guise de représailles et déporté à Buchenwald où il mourra. La clandestinité du capitaine « Lanvin-Lespiau » est désormais totale.
Mais la particularité du maquis de l'Oisans est également d'avoir à son service des hommes et femmes de nombreuses nationalités et origines différentes. Leur chef, l'officier « Lanvin », est d'origine catalane et a servi dans les troupes coloniales avec des tirailleurs indochinois et africains sous ses ordres. Parmi ses recrues, on compte des polonais, des russes, des tunisiens, des algériens, des espagnols, etc.. «Oisans» comptait aussi dans ses rangs Joseph Perrin, dit Paradis et un rabbin. (Jean zundel Eichiski; dit jean nassier).

## 1944
Les premiers mois de l'année sont occupés par le recrutement, l'organisation et l'instruction des maquisards, environ 1500 hommes. Il est ainsi créé 16 groupes francs, 37 sections de combat en montagne ainsi que 40 sections de réserve pour l'insurrection urbaine.
Après le débarquement de Normandie, Lanvin établit son poste de commandement à Ornon et lance des coups de main tous azimuts : autour d'Uriage, vers Saint-Jean-de-Maurienne, sur le défilé de Maupas près du Col du Glandon, au tunnel du Saut-du-Moine, ainsi qu'aux environs d'Échirolles pour soulager le maquis du Vercors.
Au début d'aout, après la chute du Vercors, le maquis de l'Oisans passe à la défensive contre des attaques allemandes sur les secteurs de Belledonne, de la Basse-Romanche, du Taillefer, du Valbonnais et de la Maurienne. Cependant, la situation se retourne à partir du 19 aout lors de l'approche des Américains qui atteignent le col de la Croix-Haute. Les Allemands évacuent alors les massifs et le maquis entre dans Grenoble libérée le 22 aout.

### L'hôpital des F.F.I.
En plus de ses activités de déstabilisation des forces allemandes et miliciennes, le maquis de l'Oisans est responsable de l'hôpital des F.F.I. pour toute la zone sud-Isère.
Il existait en 1944 un petit chalet (« Le Chalet du Signal ») qui fut mis à disposition des F.F.I. début juillet par son propriétaire. Un bloc chirurgical y fut installé par le médecin-capitaine Robert Tissot, pour les blessés des maquis ; ce médecin-chef apportant lui-même ses 10 kg de matériel chirurgical.
Début août, après les défaites maquisardes du Vercors et des Glières (Savoie) les militaires allemands de la 157e division tentèrent d’encercler l’Oisans pour, pensaient-ils, en finir avec ce maquis et libérer une route de retranchement vers l’Italie.
Cette manœuvre força les membres de l’hôpital et ses patients à s’enfuir plus haut, effaçant toute trace de leur passage au chalet et au village de l’Alpe d'Huez, pendant que les groupes paramilitaires organisaient la contre-attaque. Deux groupes furent évacués : d’un côté, les patients les plus valides et une partie du personnel médical furent cachés dans les forêts ; de l’autre, les blessés graves (dont deux amputés) partirent avec le reste du personnel médical, le 11 août à 11h. Des habitants faisant une haie d’honneur à cette colonne en fuite.
Les maquisards sont assistés dans cette évacuation par 11 militaires américains, équipage d’un « B-24 Liberator » qui s’était écrasé quelques jours plus tôt dans les Hautes-Alpes et qui avait été pris en charge par les maquis jusqu'à cet « hôpital de campagne » (leur pilote étant blessé). Leur présence sera mise à contribution pour porter des brancards, le transport de matériel, effectuer des missions de reconnaissance et de la dissimulation de vivres et de pansements.
Le soir du 11 août 1944, les grands blessés des F.F.I. s’installent avec leurs soignants à l’Alpette, à quelques kilomètres et 300 m de dénivelé du refuge de La Fare (commune d'Oz en Oisans). Les granges sont utilisés comme salles de soins et de repos. Mais le 14, alors qu’il fait encore nuit, l’hôpital de fortune doit quitter les lieux car les troupes allemandes se rapprochent dangereusement.
Le refuge est 300 m plus haut et il est impossible de transporter les blessés sur des brancards tellement le terrain est escarpé. Les amputés seront cachés dans des rochers en bas de ce promontoire avec, chacun, leur soignant.
Dans la nuit du 14 au 15 août, arrivent les combattants F.F.I. du groupe mobile no 4 sous le commandement du lieutenant Menton. Ils prennent position au nord et à l’est de l’Alpette, de sorte qu’ils bloquent l’avancée des Allemands sur leurs camarades.
La bataille durera 5 à 6 heures et se soldera par une vingtaine de morts côté allemand et aucune victime côté français. La bataille de La Fare restera comme l’une des rares confrontations directes victorieuses contre l’armée allemande pour le maquis, plus habitué aux embuscades et aux actions isolées qu’à un champ de bataille en face à face.
Mais, malgré cette victoire, la poursuite par les chasseurs alpins bavarois n’est pas terminée et ce qu’il reste de la compagnie allemande s’acharne à vouloir capturer ou tuer l’équipe hospitalière.
Au matin du 15 août, les Allemands ont repéré les blessés et le personnel de l’hôpital au refuge de La Fare ; le groupe se remet donc en marche vers le Lac La Fare, où ils trouvent au nord une cabane pleine de maquisards venus du nord après des combats au col du Glandon.
Des troupes allemandes occupant depuis 4 jours à présent la vallée de la Romanche, il ne reste qu’une issue pour les patients et leurs accompagnants : monter vers l’est.
Sans équipement et sans armes, ils vont se cacher plusieurs jours dans une paroi à la limite du glacier, se nourrissant de biscuits « Brun » et capturant un mouton qu’ils dévorent presque cru.
Pendant quelques jours, l’abri Rajon du Lac La Fare était devenu le plus haut hôpital du monde, à 2 645 m d’altitude[réf. nécessaire].

## Épilogue
Le 22 août 1944 à 5h, les Allemands ayant fui la ville dans la nuit, le « Groupe Franc d’Uriage » fut la toute première unité d'hommes en armes à entrer dans Grenoble libérée, quelques heures avant les Américains,. Fait exceptionnel en Europe : dans le sud-Isère c'est à la Résistance locale (les « terroristes ») que les Allemands durent se rendre, et non aux militaires de la France Libre, ni aux forces alliées américano-britanniques.
Le même jour, les groupes mobiles du maquis de l’Oisans firent jonction avec le 1er bataillon du 143e régiment d’infanterie américain à Vizille. Une courte et intense bataille fit des centaines de prisonniers allemands au château de Vizille.
Fin août 1944, l’Oisans et Grenoble recouvrent leur liberté, mais la guerre n’est pas finie. De nombreux maquisards de l’Oisans poursuivent leur engagement en constituant notamment le 1er Bataillon d’infanterie coloniale (1er B.I.C.) et le Groupe d’Artillerie Coloniale (1er G.A.C.) qui s’illustrent en Maurienne.
Fin 1944, le 1er B.I.C. devient le 11e bataillon de chasseurs alpins « Oisans » (11è B.C.A.) et le 1er G.A.C. devient le 93e régiment d'artillerie de montagne. Tous deux se couvrent de gloire au Mont Froid, frontière des Alpes. Le 93e R.A.M. en conserve mémoire avec fidélité.
D’autres maquisards de l’Oisans choisissent quant à eux de s’engager et de combattre dans les troupes de la 1re armée française conduite par le général de Lattre de Tassigny.

## Reconnaissance
Malgré son rôle central dans la libération de Grenoble et du sud-Isère, le maquis de l'Oisans ne dispose que de peu de renommée nationale et internationale, comparativement à celui du Vercors ou aux maquis savoyards par exemple. Le souvenir le concernant ne dépassant que rarement l'échelle communale ou départementale.

### Lieux et monuments
Un monument aux morts du maquis de l'Oisans fut construit à Livet-et-Gavet, le Mémorial de l'Infernet.
Une plaque mémorielle a été déposée au lac de La Fare (commune de Vaujany) dont voici le texte : « Dans ce modeste refuge et alentour séjourna au cours de l’été 1944, l’Hôpital Départemental des Forces Françaises de l’Intérieur qui, sous la direction de son médecin chef le docteur Robert Tissot couvert par un groupe de protection maquisard, aidé par 11 hommes d’un équipage de l’U.S. Air Force, dû se replier sous la pression des Alpenjager de la 157ème Division Alpine Bavaroise. Après l’arrêt brutal de l’avance allemande par le groupe mobile n°4 du maquis de l’Oisans à la bataille des Grandes Rousses le 14 août 1944, la totalité des personnels et blessés de l’Hôpital purent regagner Grenoble libéré. »
Plusieurs rues ont été nommées « rue du Maquis de l'Oisans », notamment à Vizille et au Bourg-d'Oisans.
L'hôpital militaire de La Tronche portera le nom d'Émile Pardé, le médecin sous-lieutenant commandant le poste de secours du Taillefer, tué au lac du Poursollet le 13 aout 1944.

### Musées et expositions
En 2014, le Palais des sports et des congrès de l'Alpe d'Huez a accueilli une exposition temporaire sur le maquis de l'Oisans.

### Galerie d'images

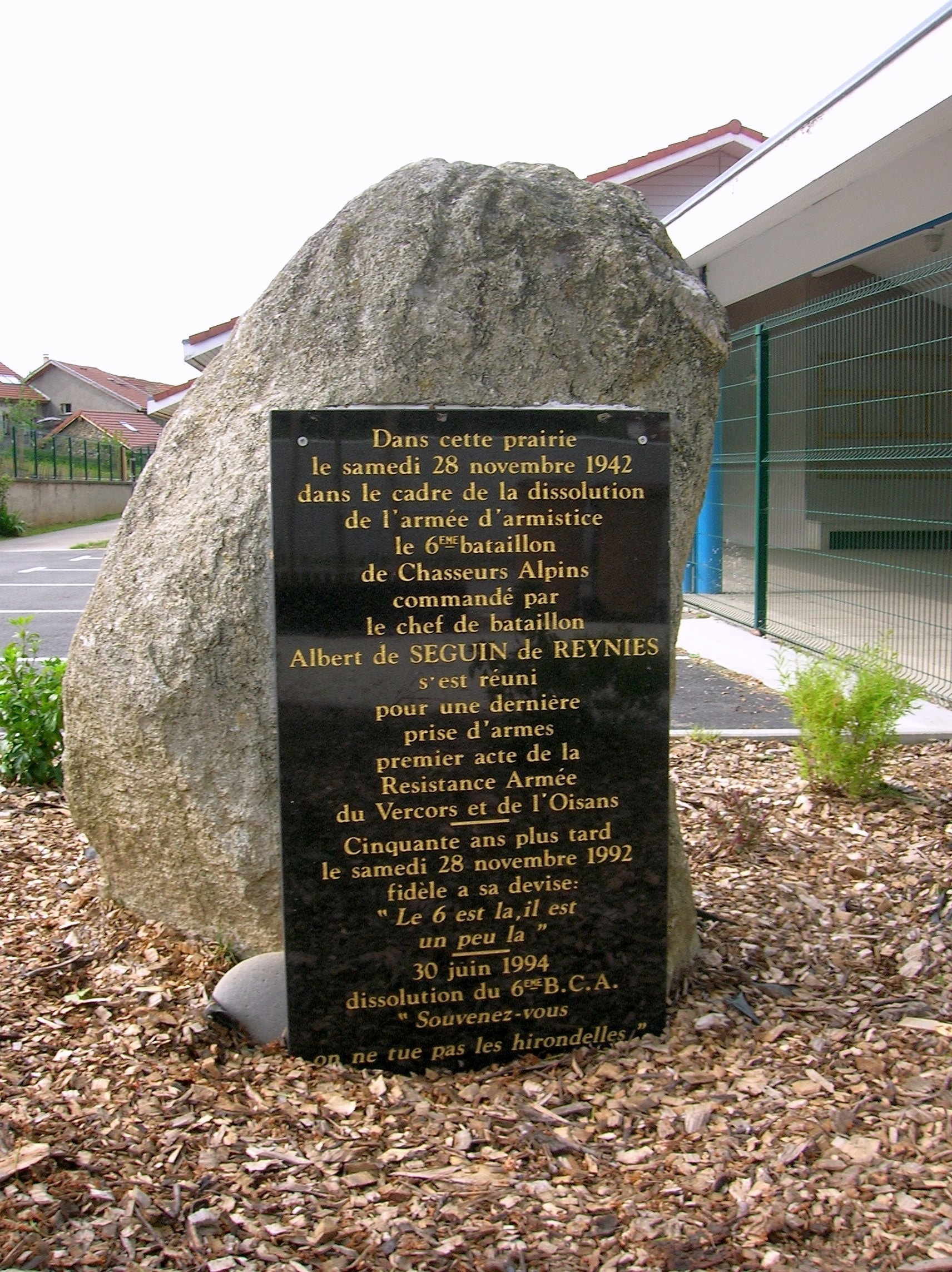
Mémorial « Barlatier » du 6e Bataillon de Chasseurs Alpins (BCA) à Brié-et-Angonnes
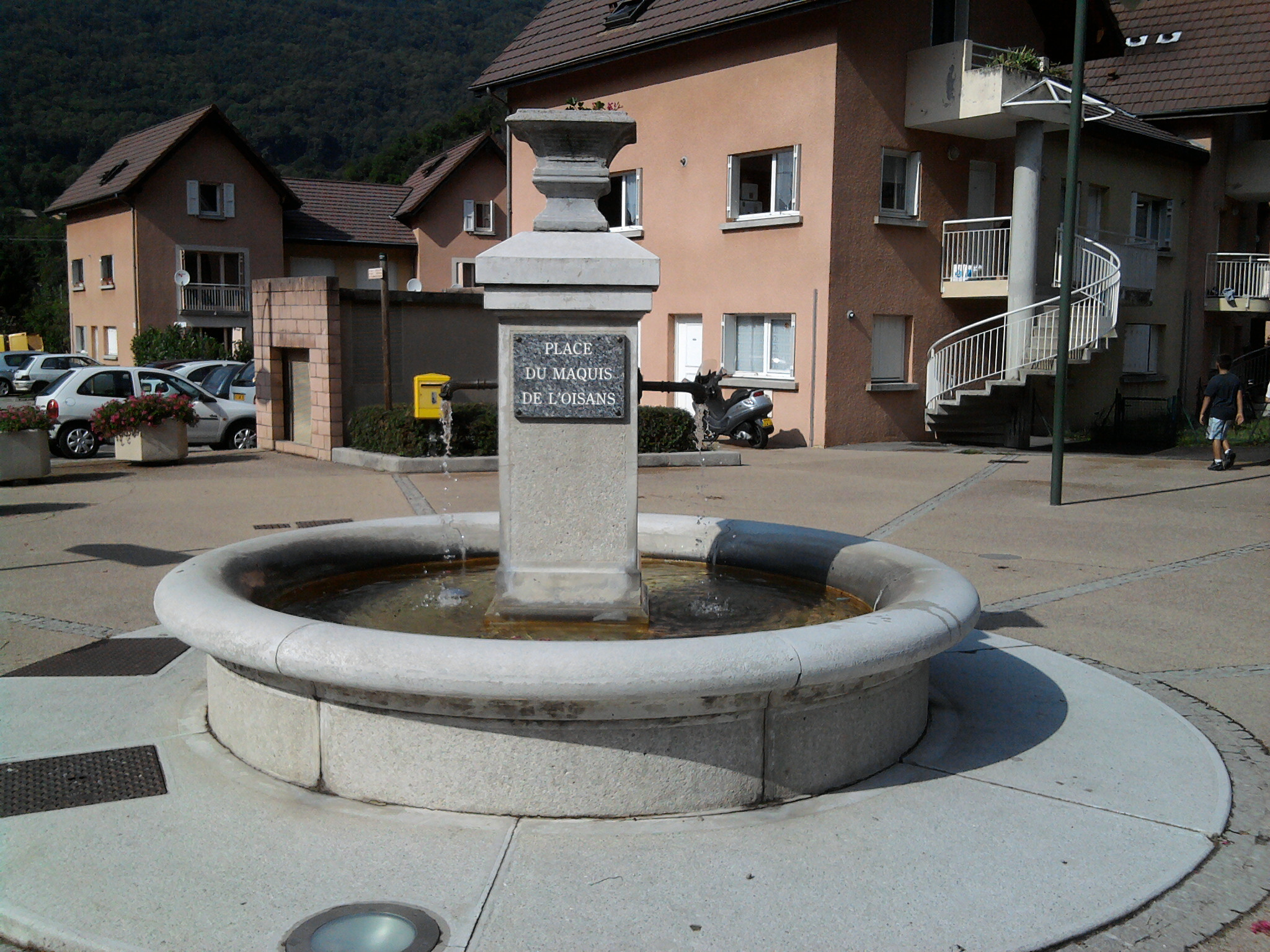
Place du maquis de l'Oisans, à Séchilienne
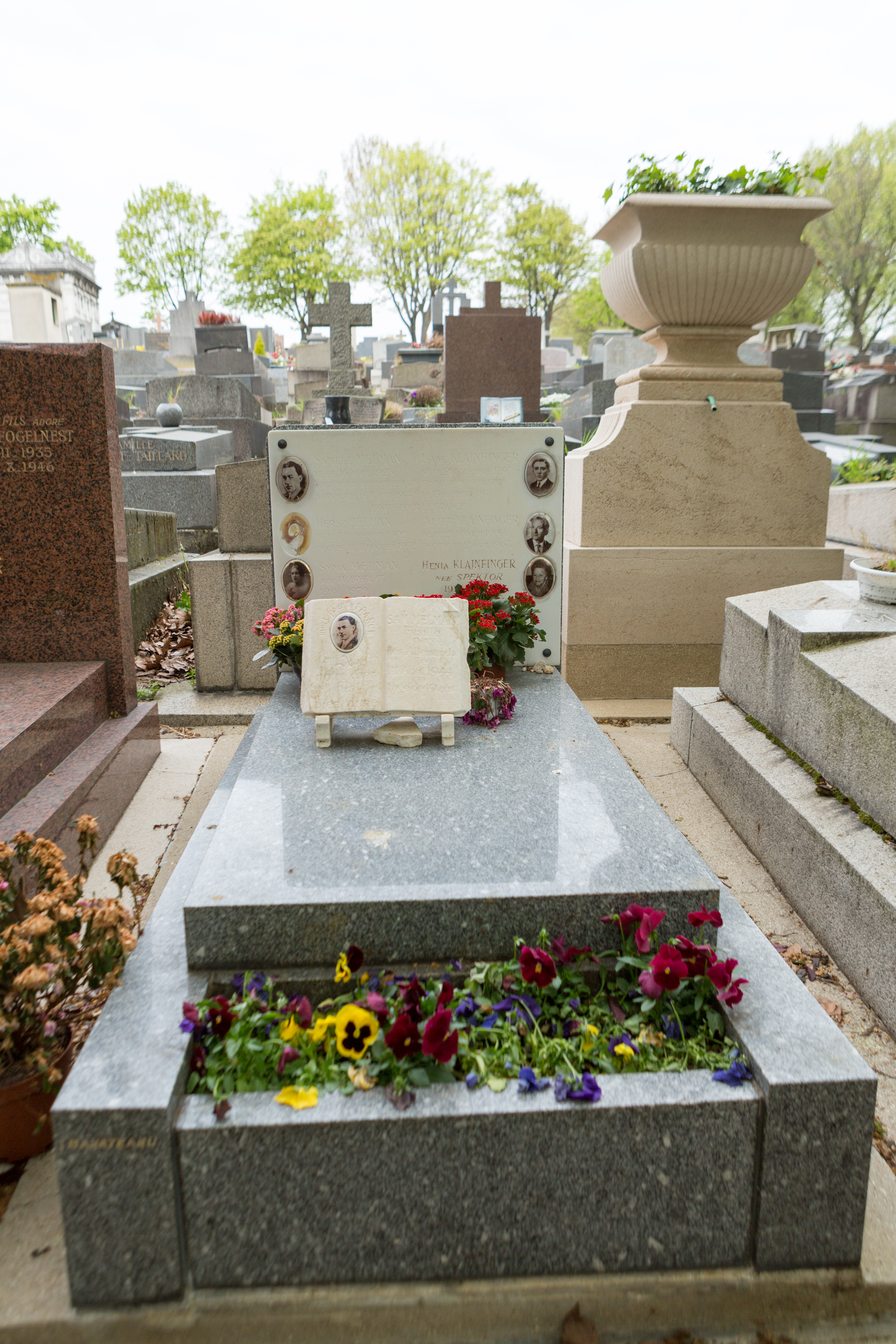
Sépulture d'Isaac Klainfinger (1897-1941) au cimetière du Père Lachaise (Paris), fusillé au Mont Valérien le 15 août 1941 et de Samuel Melman (1925-1944), résistant, membre du maquis de l'Oisans, torturé et fusillé par les Nazis le 11 août 1944 à Grenoble.